# Blepephaeus sumatrensis
Blepephaeus sumatrensis là một loài bọ cánh cứng trong họ Cerambycidae.